# サルヴァドール包囲戦
サルヴァドール包囲戦（サルヴァドールほういせん、ポルトガル語: Cerco de Salvador）はブラジル独立戦争中の1822年3月2日から1823年7月2日にかけて、ピエール・ラバトゥ率いるブラジル陸軍がポルトガル陸軍の占拠するサルヴァドールを包囲した戦闘。ポルトガル軍の指揮官イナシオ・ルイス・マデイラ・デ・メロが降伏したことで終結した。